# KIM-1

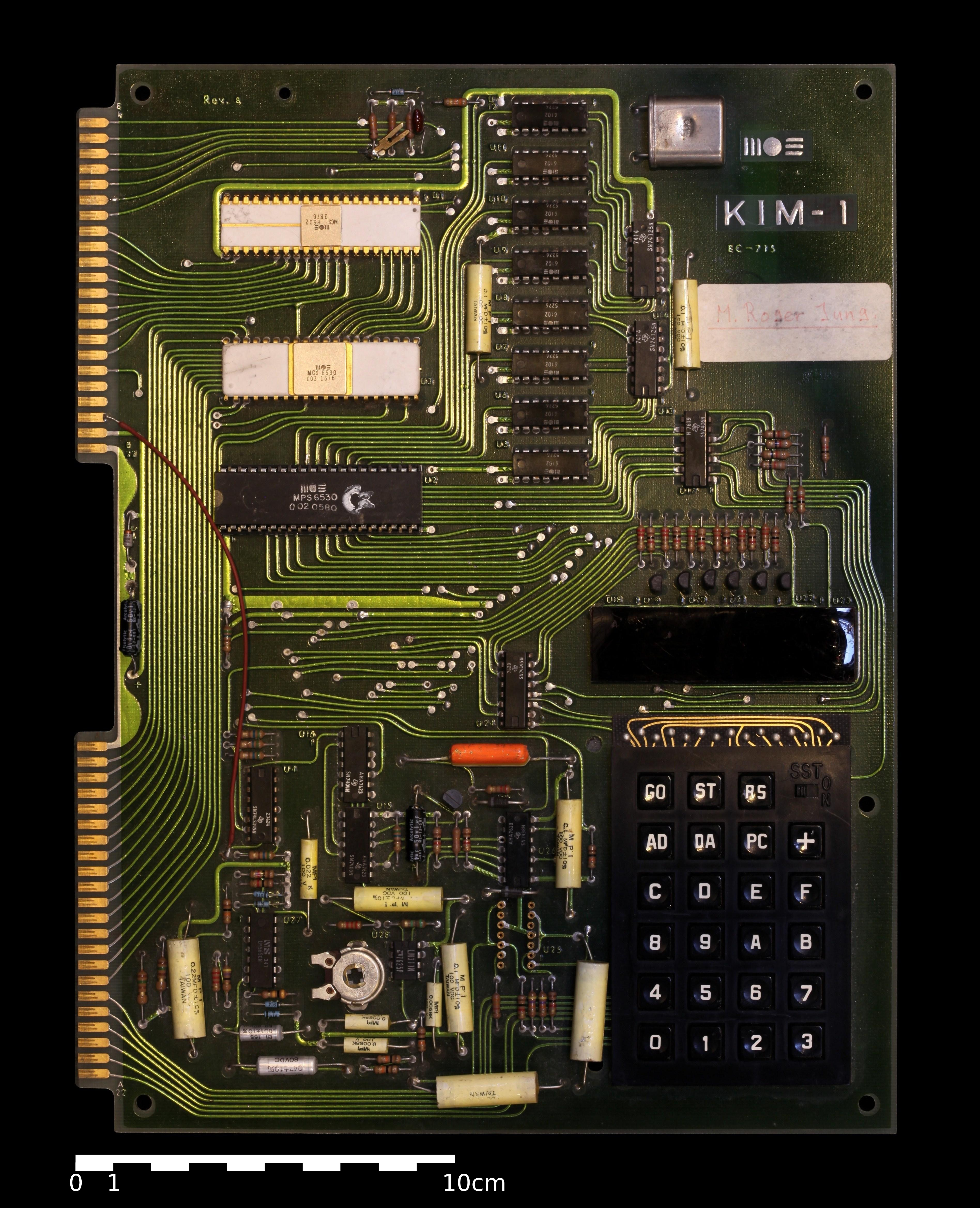
De KIM-1 van MOS Technology uit 1976

De KIM-1 (een afkorting voor Keyboard Input Monitor), is een kleine printplaatcomputer gebaseerd op de 6502 CPU, ontwikkeld en geproduceerd door MOS Technology en gelanceerd in 1976. De computer was in die periode zeer succesvol, vanwege de lage prijs (mede dankzij de goedkope 6502-microprocessor) en de eenvoudige uitbreidingsmogelijkheden.

## Geschiedenis
De eerste processor van MOS Technology, de 6501, kon worden ingeplugd op bestaande moederborden in plaats van de Motorola 6800 CPU, waardoor  technici en hobbyisten heel eenvoudig een afgedankt moederbord met een defecte Motorola 6800 weer aan de praat konden krijgen. Motorola spande onmiddellijk een rechtszaak aan, waardoor MOS de 6501 van de markt moest halen. Door de pin-nummering aan te passen, ontstond de 6502, die intern identiek was aan de 6501, maar niet langer gebruikt kon worden voor de "omwisseltruc" met de 6800.
Chuck Peddle, leider van de 650x-groep bij MOS (en voormalig lid van Motorola's 6800-team), ontwierp de KIM-1 om in deze behoefte te voorzien. De KIM-1 kwam in 1976 op de markt. Hoewel de machine oorspronkelijk bedoeld was voor gebruik door ingenieurs, vond hij al snel een groot publiek bij hobbyisten. Een compleet systeem rond de KIM-1 kon voor relatief weinig geld worden samengesteld door toevoeging van een voeding, een tweedehands computerterminal en een eenvoudige cassetterecorder.